# 홍진표
홍진표(洪溍杓, 1963년 9월 14일~)는 (사)시대정신의 상임이사이며 전 국가인권위원회 상임위원을 지냈다.

## 약력
본적은 광주광역시 계림동이며 강원도 화천에서 태어났다. 1982년 광주인성고를 졸업하고 서울대학교 사회2계열(경제·무역)에 입학한 후 1983년 1월에 자퇴하고, 1983년 서울대학교 정치학과에 입학하였으나 2001년 9월 중퇴했다.

## 활동내역
1996년까지 서울대학교 총학생회 사무국장, 전민련조국통일위원회 부장, 범민련 간사, 자주평화통일민족회의 조직국장, 민족민주혁명당 당원 등 주사파 운동권으로 활동하였다. 1983년 학내시위로 강제징집 된 이후 국가보안법, 집시법위반 등으로 세 차례 투옥됐다.
1997년 이후 북한민주화운동으로 노선을 전환하여 1998년《시대정신》창간, 1999년 북한민주화네트워크 창립을 주도하였으며, 2004년 뉴라이트운동의 출발이 되었던 자유주의연대의 사무총장을 역임하였다. 2008년 말부터 사단법인 시대정신의 상근이사로 일하였고, 2010년부터 계간 시대정신의 편집인을 맡다가 2011년 2월 21일부터 2014년 3월 7일까지 국가인권위원회 상임위원을 지냈다.

## 저서
- 《지성과 反지성》류근일 전 조선일보 주필과의 대담집[1][2]
- 《거짓과 광기의 100일》광우병 촛불시위에 대한 분석과 평가를 담은 책의 공저[3]
- 《친북주의연구》
- 《쓸모있는 바보들의 거짓말》
- 《철학이 묻고 과학이 답하다》